# 95.ª Brigada Mixta (Ejército Popular de la República)
La 95.ª Brigada Mixta fue una unidad del Ejército Popular de la República que tomó parte en la Guerra Civil Española. A lo largo de la contienda diversas brigadas llegaron a emplear la numeración «95», operando en diversos frentes.

## Historial
Primera etapa
En junio de 1937 se formó en Villarobledo una brigada mixta que recibió la numeración «95», formada con antiguos milicianos anarquistas y reemplazos de 1932 a 1935. Para el mando de la misma se designó al comandante de infantería César-David Sal de Rellán, con Fernando González Montoliu como comisario político. En julio, a pesar de que su organización estaba muy retrasada, fue enviada al frente para participar en la batalla de Brunete, donde no tuvo una actuación destacada. Tras el final de los combates fue retirada a la retaguardia y finalmente disuelta.
Segunda etapa
En el verano de 1937 se creó una brigada de infantería de marina que recibió la numeración «95», quedando a cargo del comandante de infantería de marina José García Gamboa. Tras finalizar la fase de formación, la 95.ª BM quedó a cargo del comandante Juan Luque Canís. Más adelante pasaría a formar parte de la 70.ª División.
En diciembre de 1937 tomó parte en la batalla de Teruel, siendo enviada el día 30 al sector de Campillo para tratar de cerrar una brecha enemiga en el frente. Durante las operaciones de Teruel el mando de la unidad recayó en el comandante de infantería de marina Vicente Alonso Fernández, con el anarquista José Nadal Martí como comisario. El 6 de febrero de 1938 quedó situada al sur de La Muela. Dos días después la 95.ª BM fue retirada del frente, pasando a quedar adscrita a la reserva general del Ejército del Este. Posteriormente fue adscrita a la 72.ª División del XVIII Cuerpo de Ejército.
El 9 de marzo de 1938, tras el inicio de la ofensiva franquista en el frente de Aragón, la 95.ª BM fue enviada al sector de Belchite para intentar taponar el boquete abierto en el área de Fuendetodos como consecuencia del derrumbamiento del frente. Durante los combates que siguieron la unidad tuvo unas bajas de tal calibre que termnaría siendo disuelta, siendo empleados los supervivientes de la 95.ª BM para reforzar a la 94.ª Brigada —para entonces, también muy desgastada—.
Tercera etapa
El 19 de abril de 1938 se creó una nueva brigada de infantería de marina a partir de excedentes de la 122.ª Brigada mixta de la 27.ª División, que adoptaría la numeración de la dos veces disuelta 95.ª BM y quedaría integrada en la 60.ª División del XVIII Cuerpo de Ejército, en el sector de Vallfogona de Balaguer. El 22 de mayo tomó parte en la ofensiva de Balaguer, atacando la población de Vallfogona de Balaguer que estaba defendida por los requetés del Tercio de Nuestra Señora de Valvanera; si bien la 95.ª BM llegó a alcanzar el canal de riego que servía de línea defensiva, acabaría siendo rechazada. Otros ataques posteriores tampoco tuvieron éxito.
Posteriormente participaría en la batalla del Ebro. A comienzos de agosto cruzó el Ebro y se situó en el sector que iba de Fayón a Villalba de los Arcos, aunque poco después su frente derecho llegaba sólo hasta Puebla de Masaluca. Desde mediados de agosto hizo frente a los contraataques enemigos y sostuvo sus líneas en el triángulo defensivo formado por Villalba de los Arcos, Corbera y el Vértice Gaeta, durante ocho días. Finalmente, el 12 de septiembre sería relevada por fuerzas de la 42.ª División. Los sangrientos combates del Ebro supusieron un quebranto de tal calibre que la 95.ª Brigada mixta quedó en retaguardia, situándose en el sector del Bajo Ebro.
A comienzos de diciembre fue enviada al sector de Preixens-Agramunt, en previsión de la próxima ofensiva franquista en Cataluña. Sin embargo, la 95.ª BM no pudo resistir el ataque enemigo y el 13 de enero de 1939 evacuó Agramunt, retirándose hacia Cervera, población que perdería dos días después. A partir de entonces comenzó una lenta retirada hacia la frontera francesa, que alcanzaría en febrero.

## Mandos
Comandantes en jefe
- Comandante de infantería César-David Sal de Rellán;
- Comanandante de infantería de marina José García Gamboa;
- Comandante de infantería de marina Juan Luque Canís;
- Comandante de infantería de marina Vicente Alonso Fernández;

Comisarios
- Fernando González Montoliu;
- José Nadal Martí, de la CNT;[9]